# Super Troopers – Die Superbullen
Super Troopers – Die Superbullen ist eine US-amerikanische Filmkomödie aus dem Jahr 2001, die aus der Feder der Comedytruppe „Broken Lizard“ (Jay Chandrasekhar, Kevin Heffernan, Steve Lemme, Paul Soter und Erik Stolhanske) stammt. Regie führte Jay Chandrasekhar. In den Nebenrollen wirken u. a. Marisa Coughlan, Daniel von Bargen und Brian Cox mit.
Der Film erhielt mit Super Troopers 2 eine Fortsetzung, welche am 20. April 2018 in den US-amerikanischen Kinos erschien.

## Handlung
Die sechs Vermont State Troopers – bestehend aus Arcot „Thorny“ Ramathorn, Robert „Rabbit“ Roto, MacIntyre „Mac“ Womack, Jeff Foster, Rodney „Rod“ Farva und Captain John O’Hagan – sind mit der Überwachung und Verfolgung diverser Delikte auf einem Highway-Abschnitt irgendwo im ländlichen Vermont zuständig. Ihre Dienststelle in Spurbury steht vor dem Aus, da sich der Bundesstaat neben der städtischen Polizei keine zweite Einheit leisten will.
Bei den Ermittlungen in einem Winnebago-Wohnwagen finden sie eine leblose Frau auf, die an einer Drogenüberdosis gestorben ist und ein Affentattoo namens Johnny Chimpo hat. Außerhalb des Wohnwagens treffen die State Troopers auf ihre Rivalen, die örtliche Polizei, mit der sie um Verhaftungen konkurrieren.
Als Foster und Womack einen LKW anhalten und die Ware untersuchen, weil er eine Wiegestation umgangen hat, werden sie vom LKW-Fahrer eingesperrt; der LKW-Fahrer kann entfliehen. Nachdem Ramathorn und Rabbit sie gerettet haben, finden sie im Anhänger mehrere Marihuana-Pakete mit Aufklebern, auf denen derselbe Affe abgebildet ist wie auf dem Tattoo der toten Frau im Wohnwagen. Foster beginnt eine Beziehung mit der städtischen Polizeibeamtin Ursula Hanson und entdeckt in dem beschlagnahmten Wohnwagen verstecktes Marihuana, das mit denselben Affenaufklebern versehen ist.
Farva, der zu einfachen Jobs degradiert wurde, wird wieder in den Polizeidienst aufgenommen und wird Ramathorns Partner. In einem  Fast-Food-Restaurant namens Dimpus Burger greift Farva einen Kassierer an, weil dieser ihm ein Loch in seinem Getränkebecher geschnitten hat. Farva wird von der städtischen Polizei verhaftet, wo er ein Jobangebot vom städtischen Polizeichef Bruce Grady im Austausch für Informationen über die Drogenermittlungen erhält, das Farva jedoch ablehnt. Farva wird von Captain O’Hagan für sein Fehlverhalten im Fast-Food-Restaurant ermahnt und degradiert; zudem bekommt er Hausverbot.
Die Gouverneurin von Vermont reist nach Spurbury zu einer Pressekonferenz über den Drogenfund. Da sie wissen, dass die städtischen Polizei beim Besuch der Gouverneurin dabei sein wird, brechen Ramathorn und Foster in das Polizeirevier ein, um den beschlagnahmten Wohnwagen zu stehlen und das Marihuana als Beweismittel zu präsentieren. Bei der Pressekonferenz bemerken sie aber, dass sie von der städtischen Polizei reingelegt wurden und die Gouverneurin würdigt  Polizeichef Grady für den „Kampf gegen die Drogen“, obwohl es die Arbeit der State Troopers war. Foster glaubt, dass Ursula ihrem Chef den Standort des Marihuanas im Austausch für eine Beförderung verraten hat. Da es den State Troopers nicht gelungen ist, Erfolgserlebnisse zu melden, erwarten sie, dass ihre Einheit aufgelöst wird.
Zurück auf ihrer Polizeistation entdecken sie Farva in einer städtischen Polizeiuniform. Nun wissen sie, dass Farva es war, der sie verraten hat, und nicht Ursula. Sie fesseln Farva an eine Toilette und verwüsten betrunken das Haus von Polizeichef Grady. Ursula bietet ihnen ihre Hilfe an und lotst sie zu einem der Drogen-LKWs. Als sie versuchen, den LKW zu verfolgen, treffen sie auf Farva, der sie mit einer Waffe bedroht. Die Polizisten überzeugen Farva, ihnen bei der Verfolgung der Drogenhändler zu helfen und folgen dem LKW zu einem nahegelegenen Flugplatz. Die State Troopers sehen, wie die städtische Polizei mit den Drogenhändlern zusammenarbeitet. Nach einem kurzen Verwirrspiel greifen die State Troopers die Polizisten und die Drogenhändler an und verhaften sie. Die Gouverneurin schickt O’Hagen einen Brief, in dem sie ihm für seine Bemühungen dankt, teilt ihm aber mit, dass die Polizeistation aufgrund von Sparmaßnahmen trotzdem geschlossen wird. Drei Monate später liefern Ramathorn und Rabbit ein Bierfass zu einer Party aus, die von Teenagern veranstaltet wird. Ramathorn und Rabbit entpuppen sich allerdings als Undercover-Polizisten, die die Polizeibeamten nach der Drogenverhaftung ersetzt haben, und überraschen die Partygäste.

## Die Super Troopers
- Arcot „Thorny“ Ramathorn (Jay Chandrasekhar) – Der abgebrühte, stoische, obgleich mit leichtem Humor ausgestattete, ranghöchste Trooper. Er ist mit einer Hippiefrau liiert und hat einen Sohn namens Arlo. Seine Herkunft ist ein Running Gag im Laufe des Films, da man ihn ständig in irgendwelche Kulturen steckt, die nicht seiner Ethnizität entsprechen. Tatsächlich ist er Inder.

- Robert „Rabbit“ Roto (Erik Stolhanske) – Der Neuling in der Truppe, weswegen er von allen nur der „Frischling“ gerufen wird. Er ist häufig Ziel von Schabernack in der Truppe, versucht jedoch gleichzeitig stets zu beweisen, dass er mit den anderen mithalten kann.

- MacIntyre „Mac“ Womack (Steve Lemme) – Er ist definitiv der Trooper, der mit Leib und Seele dabei ist. Zu seinen Lieblingsstreichen zählt das Wiederholspiel, wobei er auch keinen Halt davor macht, seine Kollegen reinzulegen.

- Jeff Foster (Paul Soter) – Unstrittig wohl der ruhigste aller Trooper, welcher der Spurbury-Polizistin Ursula (Marisa Coughlan) den Hof macht.

- Rodney „Rod“ Farva (Kevin Heffernan) – Der übergewichtige und nicht so helle Trooper ist das schwarze ungeliebte Schaf inmitten der Highwaycops. Aufgrund seiner Unfähigkeit, seinen Zorn zu zügeln, wurde er in die Zentrale ans Funkgerät verbannt.

- John O’Hagan (Brian Cox) – Der Captain und Mentor der Troopers war einst selbst gern auf den Straßen unterwegs, um den Leuten Streiche zu spielen. Mittlerweile lässt er es ruhiger angehen und bangt um seine Dienststelle, die aufgrund von Budgetkürzungen geschlossen werden soll.

## Kritiken
„Geschmacksunsichere Komödie voller derber Witze und Fäkalscherze, spätpubertärer Männerspäße und enervierender Situationskomik.“

„Blödsinn, der mal so unerträglich wie ein Didi-Hallervorden-Sketch ist, dann wieder den derben Witz der Farrelly-Brüder oder den Charme früher Zucker/Abrahams-Komödien versprüht. Insbesondere deren Anarchie: Oder entspricht das Ermitteln der Wichsgeschwindigkeit per Radarpistole den Dienstvorschriften?“